# Cunnewitz

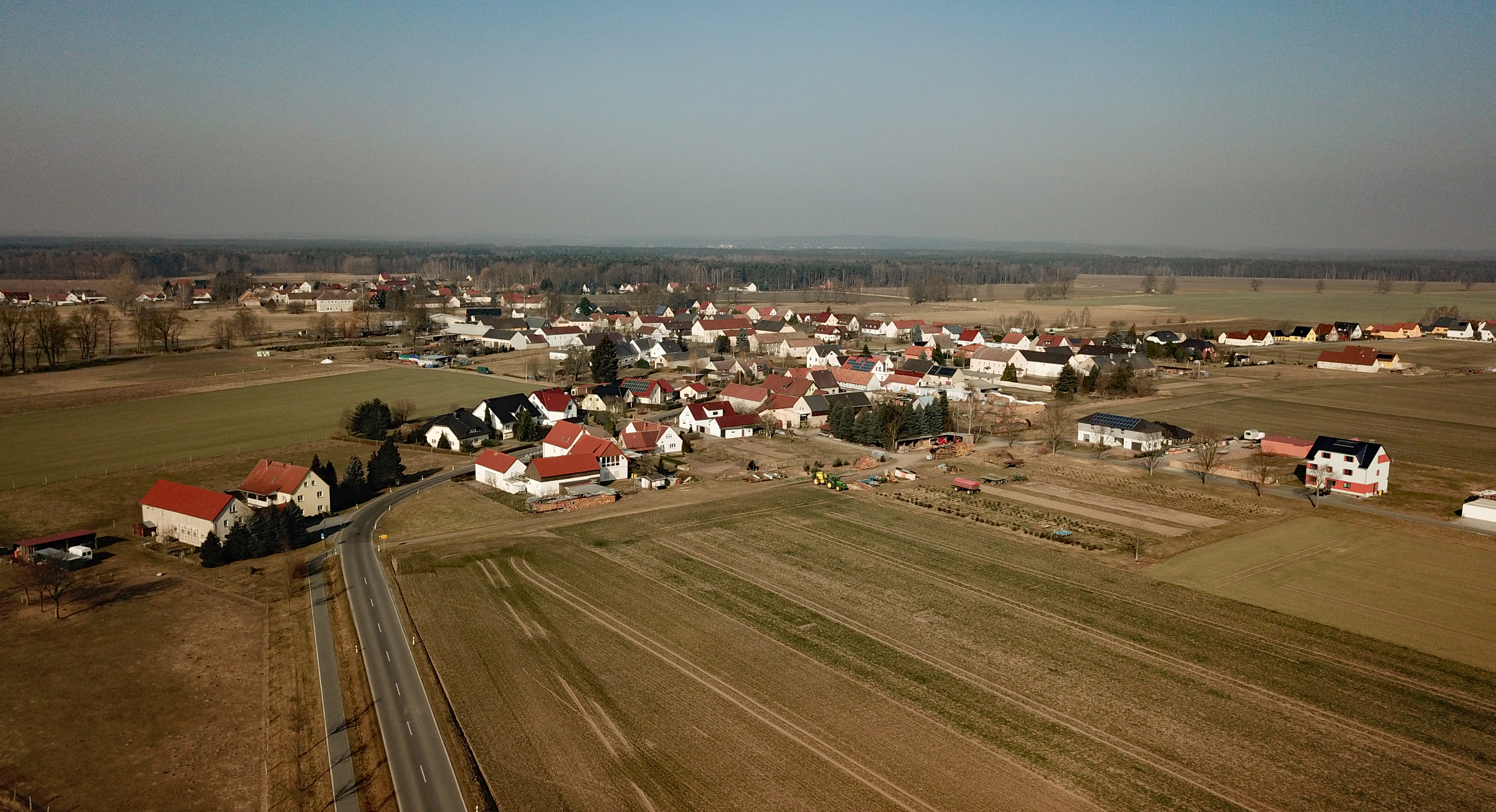
Luftbild

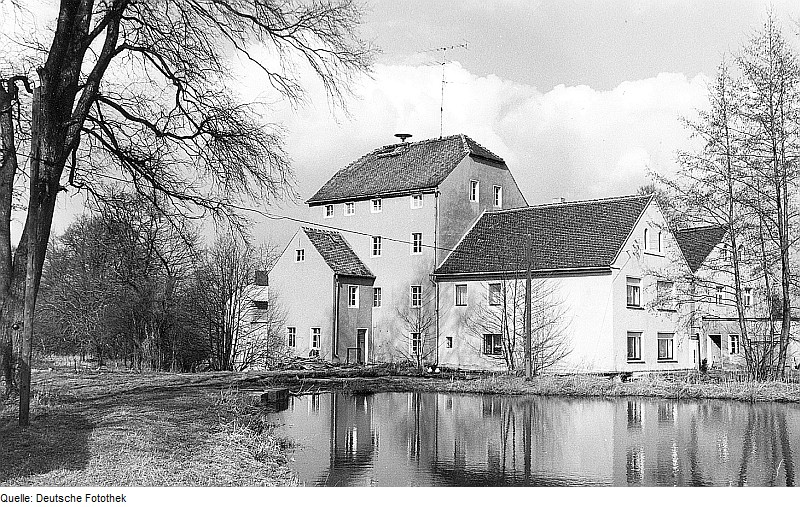
Die alte Cunnewitzer Mühle

Cunnewitz, sorbisch Konjecyⓘ, ist ein Ort im Zentrum des Landkreises Bautzen in Ostsachsen und gehört seit 1994 zur Gemeinde Ralbitz-Rosenthal. Der Ort liegt in der Oberlausitz und zählt zum Kernsiedlungsgebiet der Sorben. Die Mehrzahl der Einwohner spricht Sorbisch als Muttersprache.
Der Ortsname leitet sich vom sorbischen Wort kóń (altsorbisch konj) ab und bedeutet so viel wie „Pferdeort“ oder „Ort der Pferdehalter“. Die deutsche Namensform beruht auf der sorbischen.

## Geografie
Das Straßenangerdorf befindet sich etwa elf Kilometer nordöstlich der Großen Kreisstadt Kamenz und 21 km nordöstlich von Bautzen in der Aue des Klosterwassers, das Cunnewitz vom westlichen Nachbarort Schönau trennt und hier das sorbische Delany („Niederland“) der ehemaligen Klosterpflege St. Marienstern durchfließt. Die Nachbarorte sind Kotten im Norden, Ralbitz im Süden und Schönau im Westen.
Im Osten wird die Dorfflur von ausgedehnten Wäldern begrenzt, nach Norden und Süden ist das Gelände offen und wird landwirtschaftlich genutzt. Südlich von Cunnewitz befindet sich mit dem Lasker Auenwald der letzte natürliche Abschnitt der Klosterwasseraue.

## Geschichte

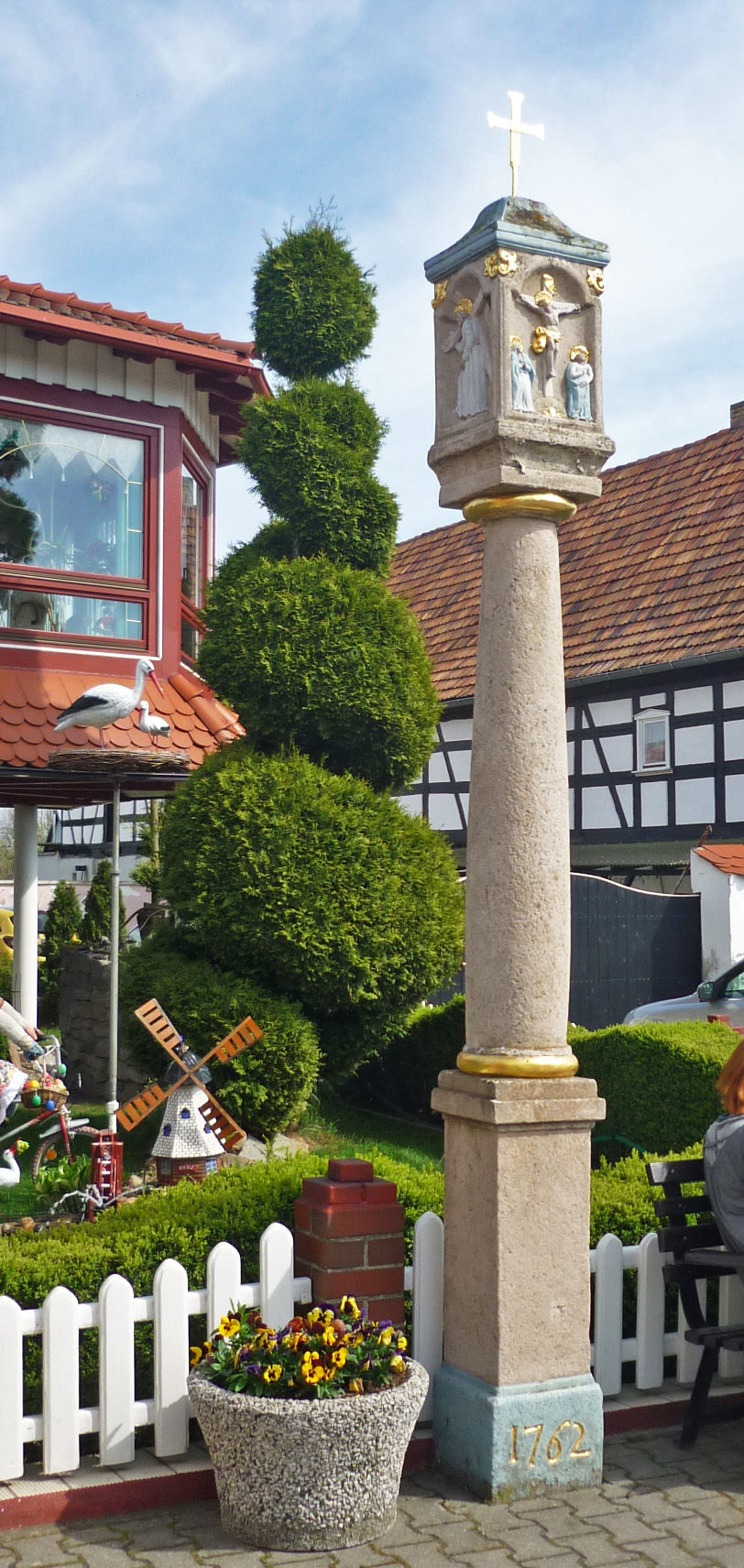
Bildstock in Cunnewitz

Die Siedlung wird erstmals 1264 als Kvnewiz erwähnt. Damals gehörte bereits die Hälfte des Ortes zur Grundherrschaft des Klosters St. Marienstern. 1290 erwarb Bernhard von Kamenz den zweiten Teil und schenkte ihn dem Kloster. 1349 wurde der Ort von der Pest heimgesucht, woran bis heute ein Pestkreuz erinnert.
Im Zusammenhang mit dem Flurstück Mortwa holca („Totes Mädchen“) zwischen Kotten und Cunnewitz steht die Ersterwähnung einer sorbisch-katholischen Tracht im Jahre 1660. Die Tochter des Cunnewitzer Erbgerichtsbesitzers wurde auf dem Weg zu einer Taufe in Wittichenau an dieser Stelle wegen ihres kostbaren Halsschmucks von einem Räuber überfallen und ermordet.
Bis ins Jahr 1822 war Cunnewitz kirchlich geteilt. Der südliche Teil war bis 1716 ins zehn Kilometer entfernte Crostwitz gepfarrt und kam dann zur Kirchgemeinde Ralbitz. Der nördliche Teil gehörte dagegen zu Wittichenau. Nach dem Wiener Kongress von 1815 wurde das Dorf zum Grenzort. Die Grenze zwischen Sachsen und Preußen verlief bis 1945 nur anderthalb Kilometer nördlich von Cunnewitz; der Ort blieb bei Sachsen, Wittichenau gehörte zur preußischen Provinz Niederschlesien. Sieben Jahre später einigte man sich darauf, auch den Norden von Cunnewitz nach Ralbitz zu pfarren.
Bis zum 1. Januar 1974 war Cunnewitz eine eigenständige Landgemeinde, dann wurde es nach Ralbitz eingemeindet. Seit dem 1. Januar 1994 zählen beide Orte zur Gemeinde Ralbitz-Rosenthal.

## Bevölkerung
Für seine Statistik über die sorbische Bevölkerung in der Oberlausitz ermittelte Arnošt Muka in den achtziger Jahren des 19. Jahrhunderts für den Ort eine Bevölkerungszahl von 211 Einwohnern; davon waren alle Sorben. Ernst Tschernik zählte 1956 in der Gemeinde Cunnewitz einen sorbischsprachigen Bevölkerungsanteil von noch 78,6 %.
Die Bevölkerungszahl blieb im letzten Jahrhundert, abgesehen von einem kleinen Anstieg nach dem Zweiten Weltkrieg, weitgehend gleich. Heute ist Cunnewitz der zweitgrößte Ortsteil der Gemeinde Ralbitz-Rosenthal.

### Religion
Die Mehrheit der Einwohner ist römisch-katholischer Konfession und nach Ralbitz gepfarrt. Im Ort gibt es seit 1750 eine Kapelle, die 1894 großzügig im neugotischen Stil erneuert wurde. Nach Renovierung und Neu-Ausmalung Ende der 1960er Jahre wurde die Herz-Jesu-Kapelle am 12. Juli 1970 neu geweiht. Sie ist aus roten und gelben Ziegeln ist nur 15 Quadratmeter groß, wirkt aber geräumig.